# (5611) 1943 DL
(5611) 1943 DL (1943 DL, 1964 FF, 1987 UX9, 1989 CS) - астероїд головного поясу.
Тіссеранів параметр щодо Юпітера — 3.372.